# Gilbert Shelton
Pour les articles homonymes, voir Shelton.
Gilbert Shelton, né le 31 mai 1940 à Houston, est un auteur de bande dessinée américain vivant à Paris.

## Biographie
Gilbert Shelton naît le 31 mai 1940 à Houston. Après des études en histoire à l'université de Houston, Il commence sa carrière en 1959 dans le journal estudiantin Ranger et dessine les aventures de Wonder Wart-Hog. En 1962, il devient rédacteur en chef de ce journal puis en 1964, avec Jack Jackson et Tony Bell, il publie le journal  The Austin Iconoclasitc Newsletter. Il travaille ensuite pour  le magazine humoristique Help dirigé par Harvey Kurtzman,. En 1968, il publie le comics Feds 'n' Heads Comics qui reprend des bandes dessinées déjà publiées dans le journal underground Austin Rag. La même année, après avoir déménagé à San Francisco, il fonde la maison d'édition Rip Off Press avec Fred Todd, Dave Moriaty et Jaxon. Là, en 1969, il crée les Fabulous Furry Freak Brothers qui le rendront célèbre. Avec Robert Crumb et Vaughn Bodé, Gilbert Shelton est un des auteurs les plus marquants de la bande dessinée underground américaine. Comme Crumb, il publie ses premiers dessins en France dans le mensuel Actuel. Collaborant notamment avec le scénariste Mavrides, il publie quantité de comic books aux États-Unis et dans le monde, publiés en français par l'éditeur indépendant Tête Rock Underground devenu depuis Editions Thé-Troc. La série des Freak Brothers totalise onze albums publiés en langue française ainsi que plusieurs albums de son spin-off Le Chat de Fat Freddy.
Depuis le milieu des années 1980, il est installé en France, où il vit entre la Bourgogne et Paris, où il expose régulièrement et réalise la série Not Quite Dead en collaboration avec le dessinateur-scénariste français Pic. C'est aussi à Paris qu'il fait partie depuis 2006 d'un groupe, les Blum Brothers, qui se produisait régulièrement au Jockomo, un bar « Nouvelle-Orléans » du 11e. Shelton y est chanteur et pianiste aux côtés d'un autre dessinateur musicien, Bruno Blum, qui a produit un album de leur collaboration (inédit pour l'instant). (Depuis septembre 2008, le Jockomo - comme d'autres bars de la même rue - ne peut plus proposer de la musique live à cause des plaintes de voisins).

## Vie privée
Gilbert Shelton est marié avec Lora Fountain qui dans les années 1970 est aussi une dessinatrice de comics underground. Elle participe au premier numéro de Wimmen's Comix, comics réalisé entièrement réalisé par des femmes où elle aborde le sujet de l'avortement avec l'histoire intitulée I Had a Teenage Abortion qui raconte l'avortement clandestin d'une jeune fille. Cette histoire est la première du genre à être publiée aux États-Unis et elle précède le comics Abortion Eve de Joyce Farmer et Lyn Chevely. Depuis, Lora Fountain est devenue agent littéraire.

## Accueil critique
D'autres auteurs de comics ont salué son talent. Ainsi Harvey Kurtzman disait qu'il était « The pro of the group ». Selon Trina Robbins, auteure de comics underground et féministe, il est aussi considéré comme un très bon auteur comique et dans le milieu machiste de la bande dessinée il parvient à faire rire sans avoir besoin d'être sexiste.

## Prix et récompenses
- 1978 : Prix Inkpot
- 1997 :  Prix Haxtur de l'« auteur que nous aimons », pour l'ensemble de sa carrière
- 2012 : Temple de la renommée Will Eisner